# Жук-олень
Жук-олень (лат. Lucanus cervus) — крупный жук из рода Lucanus в составе семейства рогачей. Является самым крупным жуком, обитающим на территории Европы: отдельные особи самцов номинативного подвида могут достигать длины до 86—91 мм при средней длине самцов 70—74 мм. Также является вторым по величине жуком (после реликтового дровосека), обитающим на территории России.
Жук-олень встречается в дубравах и широколиственных лесах с примесью дуба в Европе, Передней Азии, Турции, Иране и Северной Африке. Самцы отличаются хорошо развитыми и увеличенными мандибулами, которые превращены в т. н. «рога», напоминающие оленьи, потому жук и получил такое название. Личинки развиваются в древесине мёртвых лиственных деревьев, преимущественно в древесине дуба, на протяжении 4—6 лет.
Жуки-олени встречаются преимущественно редко и локально. Ареал вида сокращается, в связи с чем он занесён в охранные документы и Красные книги многих стран Европы, включая Украину, Российскую Федерацию, Казахстан и Беларусь, также с 1982 года жук-олень занесён во второе приложение Бернской конвенции. Основными причинами сокращения популяции жука-оленя являются массовые вырубки лесов, санитарные «чистки» лесных угодий, неконтролируемый сбор жуков коллекционерами и случайными лицами.

## Этимология названия и систематика
Плиний упоминает жуков-оленей в своей «Естественной истории», называя их Lucanus, что означает «обитающий в Лукании» — области в северной Этрурии, которая находится на северо-востоке от Пизы, где их использовали в качестве амулетов. Впоследствии данное название было дано всему роду жуков, к которому относится данный вид. В 1758 году Карл Линней описал данный вид в своём труде «Systema naturæ», дав ему видовой латинский эпитет «cervus», что означает «олень». В конце XIX века также использовалось название рогач-олень.
Жук-олень является представителем голарктического рода Lucanus (Scopoli, 1763), насчитывающего около 50 видов, которые распространены на территории Европы, Юго-Восточной Азии и Северной Америки. Большинство видов рода сосредоточено в Азии. Данный род включает в себя крупных жуков чёрного, бурого, коричневатого цветов с удлинённым уплощённым телом. Самцы всех видов отличаются сильно увеличенными мандибулами (выраженный половой диморфизм). Жук-олень является одним из трёх видов рода, обитающих на территории России, и единственным представителем рода на территории Украины и Беларуси.

## Описание
Длина тела номинативного подвида Lucanus cervus cervus: самцов 45—85 мм, самок 25—57 мм, при этом жуки из разных мест могут заметно отличаться друг от друга размерами. Документально подтверждённая рекордная длина пойманного на территории Европы самца номинативного подвида составляла 95 мм. Самцы обитающих в Турции и Сирии подвидов Lucanus cervus akbesianus и Lucanus cervus judaicus могут достигать длины до 100—103 мм.
Тело относительно крупное, уплощённое, голова сверху плоская. Выражен половой диморфизм — мандибулы самцов, как правило, хорошо развиты и увеличены, намного крупнее, чем у самки.
Надкрылья полностью покрывают брюшко. У самцов они коричневого цвета с красноватым отливом, у самок — буро-чёрные. Изредка встречаются особи с тёмно-коричневыми надкрыльями. Надкрылья не опушены. Голова, переднеспинка, щиток, ноги и низ тела чёрного цвета.
Глаза у самок цельные, у самцов до половины разделены щёчными выступами. Верхняя губа у самца загнута вниз. Голова самца сильно расширена. Усики коленчатые, с длинным стебельком — 1-й членик усика непропорционально большой, а 2-й членик прикрепляется к нему не по центру, а несколько смещаясь вперёд. Булава усиков гребневидная, не смыкающаяся, в зависимости от подвида, может быть четырёх-, пяти- или шестичлениковой. Мандибулы самца развиты очень сильно, превращены в «рога». От основного ствола каждой мандибулы отходят два зубца. Главный зубец на внутреннем крае мандибул самца находится перед их серединой. Окраска мандибул самцов может варьироваться от яркой красно-коричневой до коричневой. Посмертно цвет мандибул всегда изменяется на более тёмный, преимущественно тёмно-коричневый. Задние углы переднеспинки тупые.
Передние тазики ног относительно широко отделены друг от друга. Голени задней пары ног имеют несколько зубцов по наружному краю, голени передних ног сверху без рёбер и килей. На передней стороне бёдер передних лапок имеются резко очерченные продольные овальные пятна жёлто-охристо-рыжего цвета, которые образованы густыми короткими волосками.

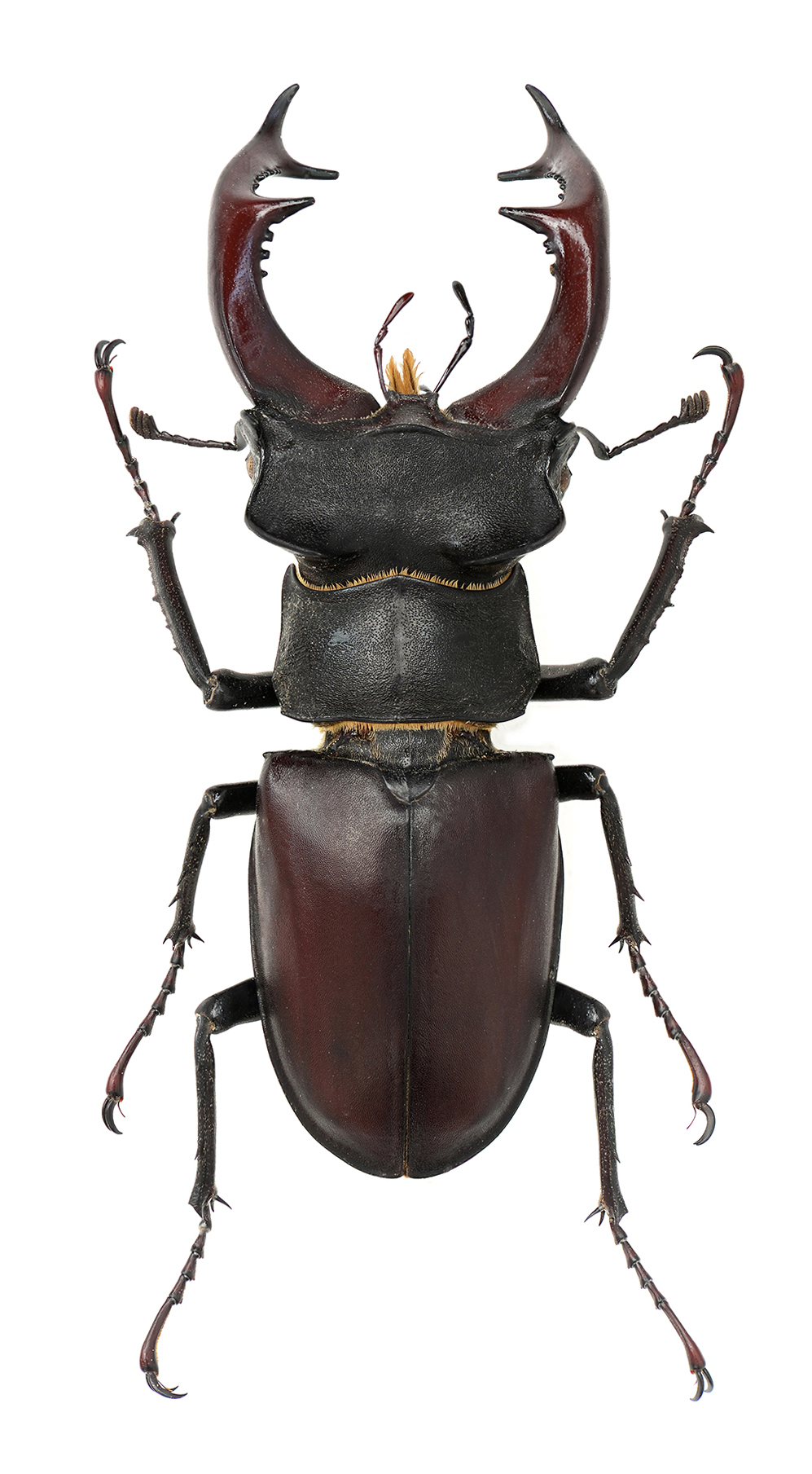
Самец жука-оленя
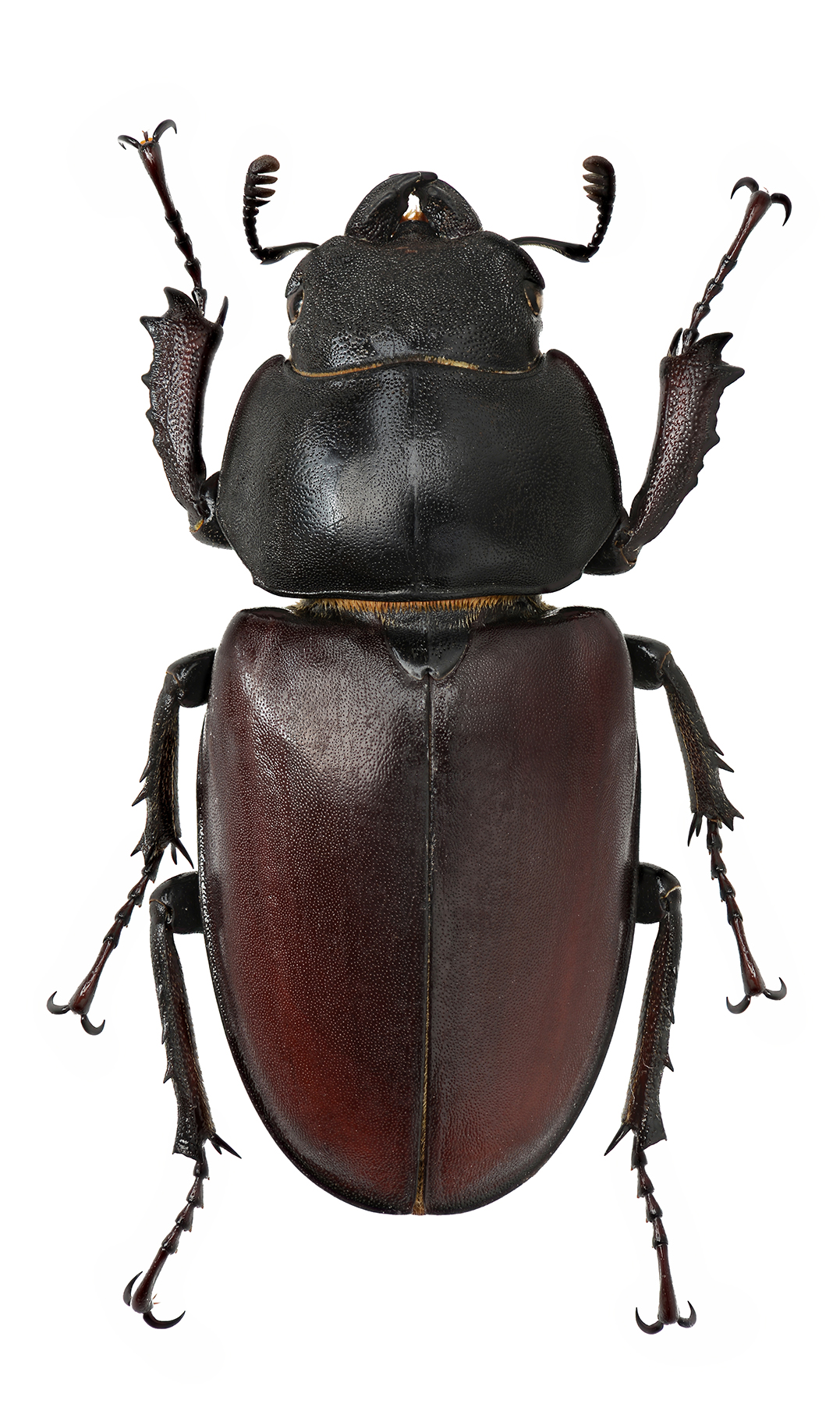
Самка жука-оленя
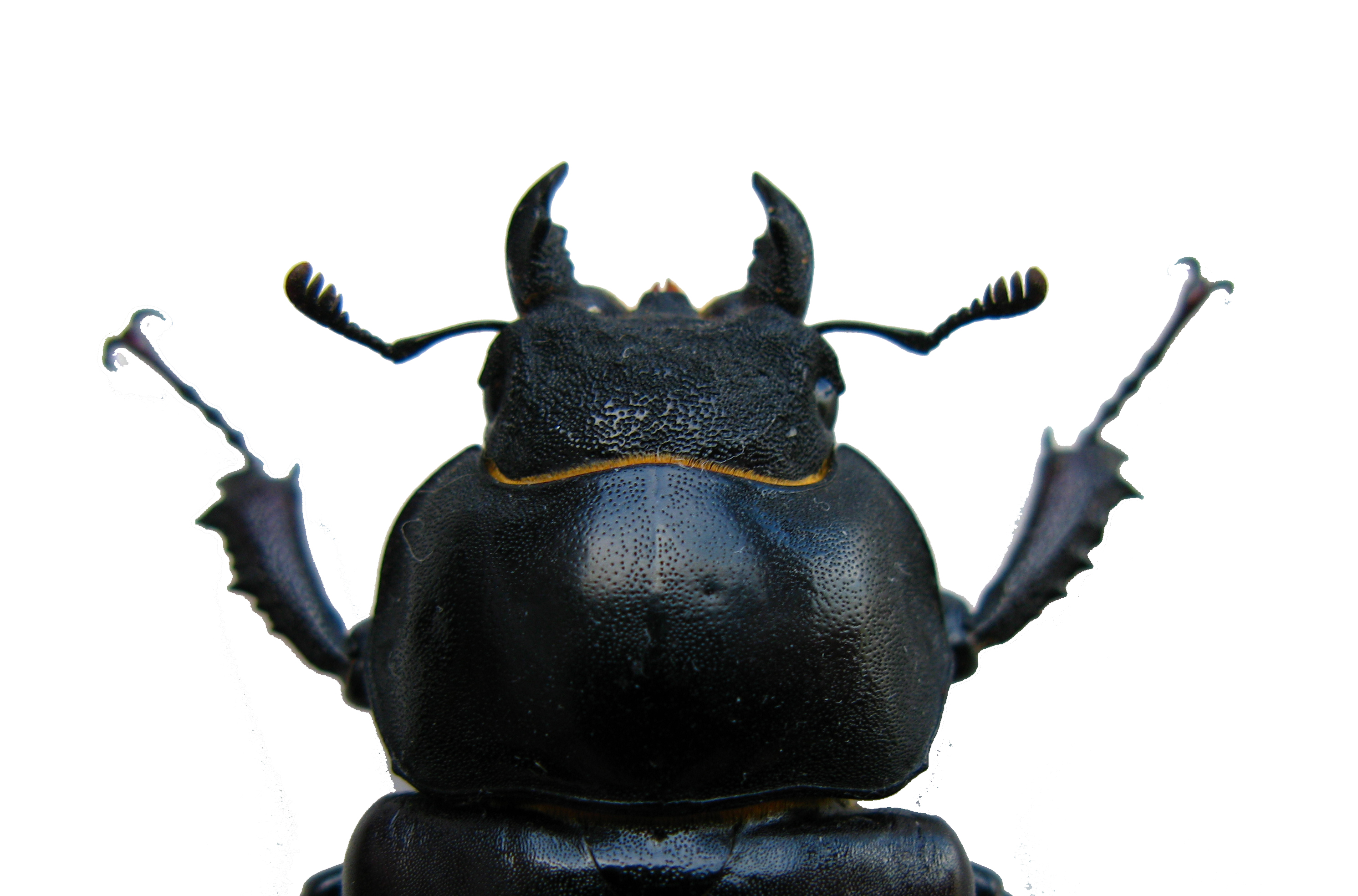
Самка обладает гораздо меньшими мандибулами, чем самец

### Сравнение с похожими видами
Похож на самку жука-оленя небольшого размера оленёк обыкновенный (Dorcus parallelopipedus). Последний отличается меньшей величиной: очень плоским телом длиной 16—32 мм матово-чёрного цвета, большой головой, а также грудью, которая шире головы. Также вид характеризуется 4-члениковой булавой усиков, слаборазвитыми мандибулами, которые у самца почти такой же величины, как у самки. Наружный край голени задних ног с 1 шипом, а не с тремя, как у жука-оленя. Оленёк обыкновенный встречается повсеместно в зоне широколиственных лесов на территории Европы, Северо-Западной Африки, на Кавказе, в Крыму и Западной Азии.
На территории Испании и Португалии жука-оленя можно спутать с близкородственным видом, эндемиком Пиренейского полуострова и северного Марокко — Lucanus barbarossa (Fabricius, 1801). Он характеризуется 6-члениковой булавой усиков, в то время как булава усиков жука-оленя на пересекающихся участках ареалов обоих видов является 4-члениковой. Отличается также окраска Lucanus barbarossa: жук смоляно-чёрный, с красновато-коричневыми мандибулами, но иногда весь жук может быть окрашен в тёмно-коричневый или смоляно-чёрный цвет.
На юге Италии и в Провансе на юго-востоке Франции жука-оленя можно спутать с другим близкородственным видом — Lucanus tetraodon. Самцы данного вида отличаются 5-члениковой булавой усиков, в то время как булава усиков жука-оленя на пересекающихся участках ареалов обоих видов является 4-члениковой.
В данных регионах самок видов Lucanus tetraodon и Lucanus barbarossa часто ошибочно относят к виду «жук-олень» (Lucanus cervus), потому что они довольно сильно похожи между собой.

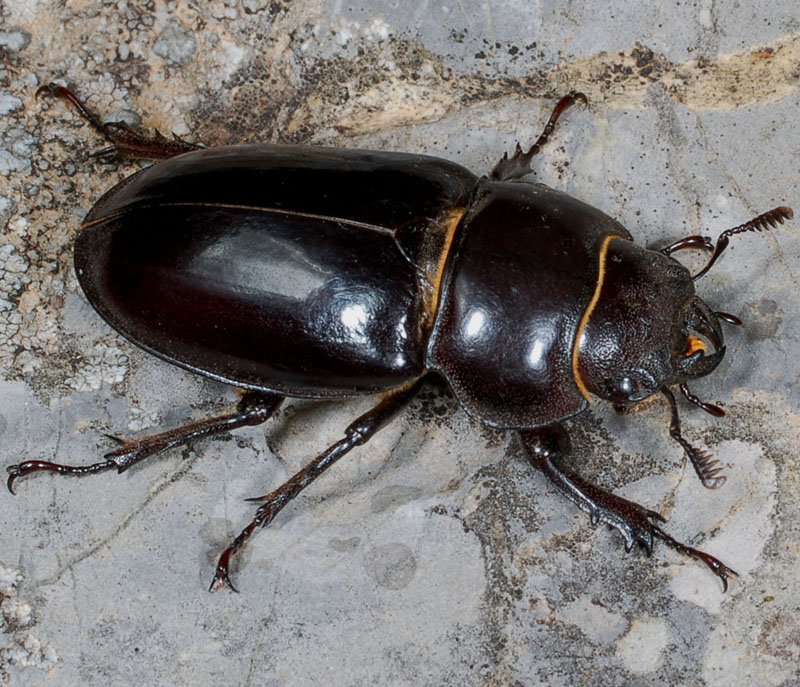
Самка Lucanus barbarossa
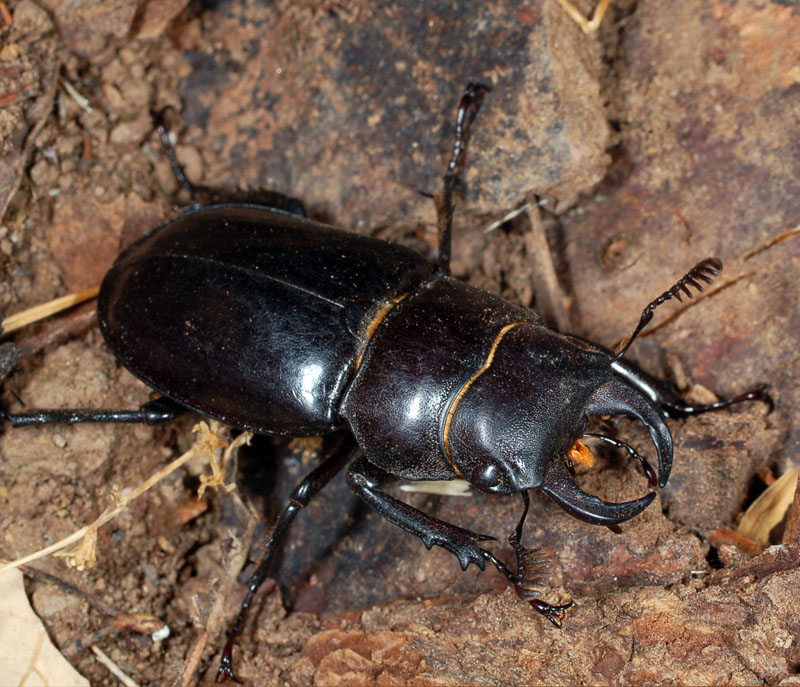
Самец Lucanus barbarossa
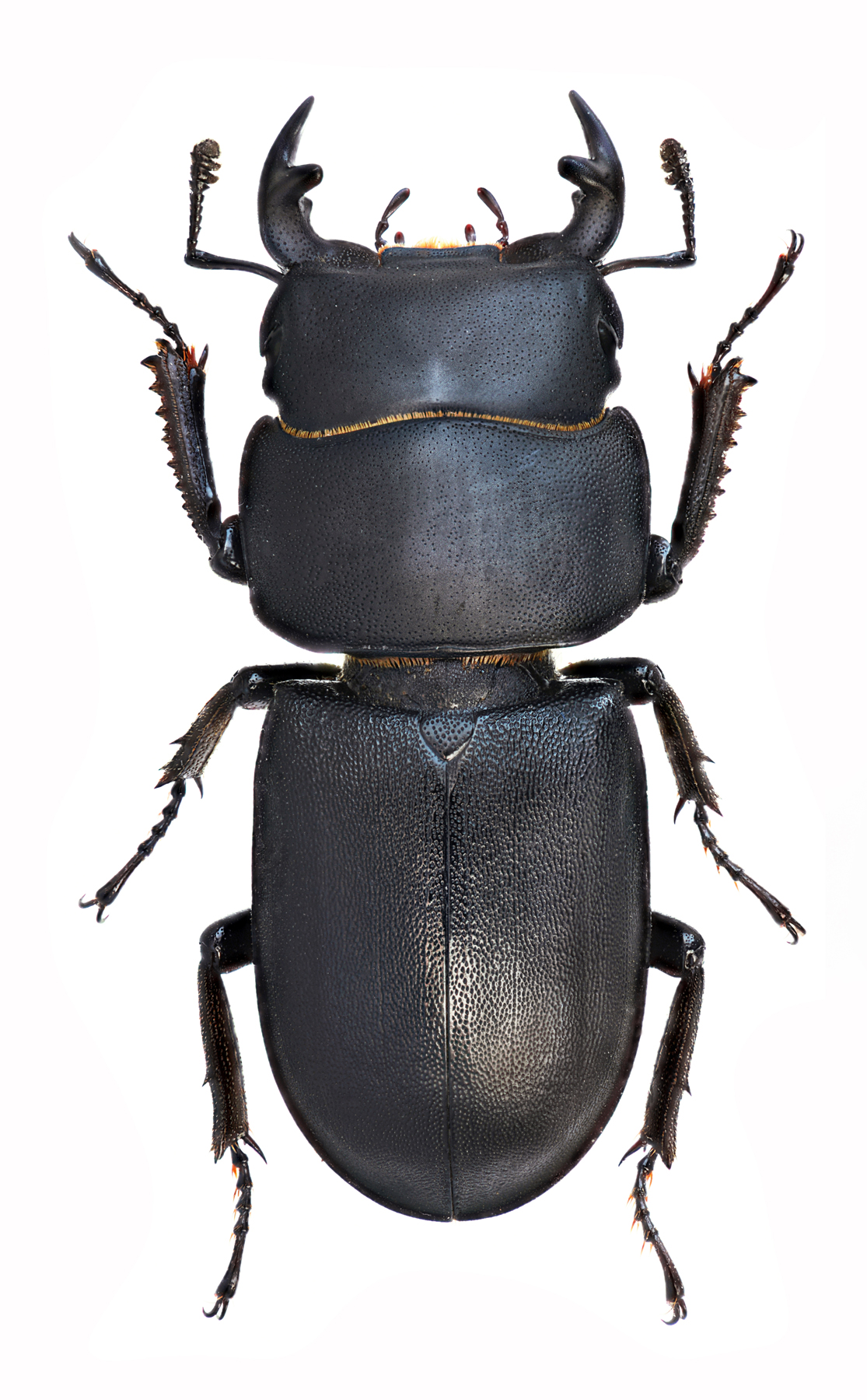
Оленёк обыкновенный (Dorcus parallelipipedus). Самец
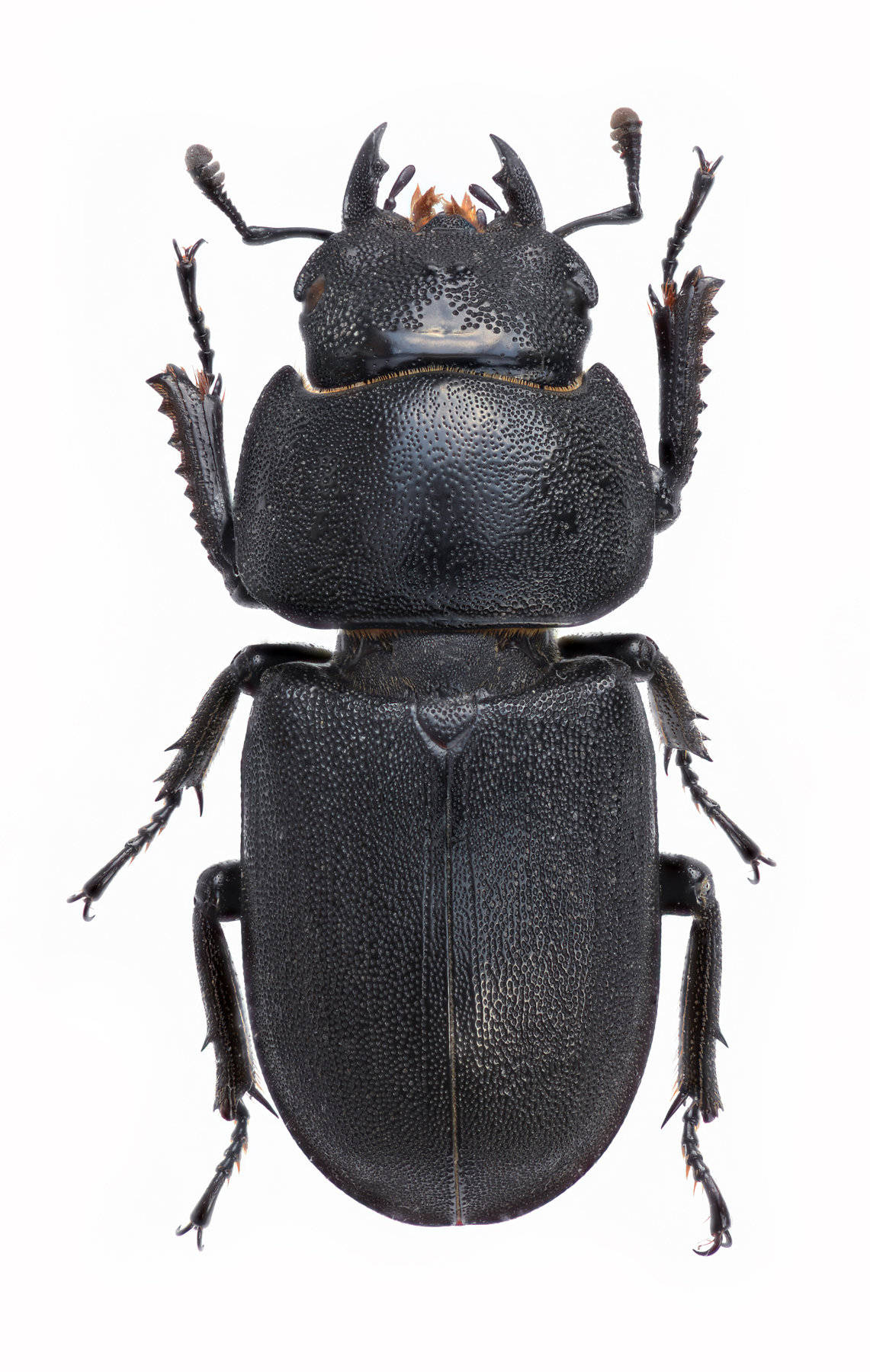
Оленёк обыкновенный (Dorcus parallelipipedus). Самка

## Распространение и местообитание
Западнопалеарктический суббореальный вид. Жуки-олени распространены в Европе, Передней Азии, Турции, Иране и на крайнем северо-западе Казахстана, а также, возможно, в Северной Африке.
В Европе ареал вида простирается на север до Швеции, на юг до южной Франции и Балканского полуострова. Ареал включает также Латвию, Беларусь, Украину, Молдову, западную и центральную части Грузии. Ареал на востоке достигает поймы реки Урала на территории Казахстана. Вид вымер на территории Дании, Эстонии, Литвы, а также на большей части территории Великобритании. Имеются данные о единственной находке в Ярославской области. Имеются указания о находках вида в Калужской области в сентябре 1981 года и в июне 2002 года.
В России вид широко распространён в европейской части, включая Воронежскую и Белгородскую области. По единичным находкам вид достоверно отмечался в Калужской и Липецкой областях. На юго-западе Орловской области жук-олень был отмечен как очень редкий только в начале XX в., а на юго-востоке Рязанской области — по неприведённым данным. Относительно плотные локальные популяции жука-оленя в данный момент отмечаются не севернее Курской, Воронежской и Пензенской областей.
Северная граница ареала на территории России проходит примерно через Псковскую, Курскую, Самарскую области, Тульскую, Московскую, Рязанскую области, республику Чувашию и Башкирию (на северо-востоке), южная — Краснодарский и Ставропольский край, юго-восток европейской части (включая Волгоградскую область). Распространён на восток до Поволжья и Южного Урала, встречается также на Западном Кавказе. На территории в Удмуртии вид отмечен в Алнашском районе в окрестностях деревни Байтеряково. В Краснодарском крае вид широко распространён по черноморскому побережью, в отрогах Главного Кавказского хребта и, отчасти, на Прикубанской низменности.
В Крыму он распространён в основном в горно-лесной части полуострова, однако по долине Салгира проник в степь, где обнаружен в лесопарке возле села Пятихатки Красногвардейского района.
На Украине вид встречается в отдельных местах почти по всей территории, преимущественно в северных, центральных и восточных частях страны. Нередок на территории Харьковской и Черниговской областей.
В Беларуси вид встречается преимущественно в дубравах Полесья. В центральной и северной частях страны находки жука являются редкими и единичными. Отмечен в Беловежской пуще.
На территории Казахстана вид обитает в дубравах и широколиственных лесах в долине реки Урал, но также проникает в лесостепь.
Распространение данного вида жуков связано не столько с географическими регионами и климатическими зонами, сколько со специфическими биотопами, которые являются типичным местом его обитания. Является мезофильным видом. Жук-олень приурочен к старым широколиственным лесам. Предпочитает широколиственные леса в области дубового пояса, также может встречаться в старых парках, в смешанных лесах с примесью дуба. Заселяет как равнинные, так и горные участки (в частности, на Кавказе), но обычно не поднимается в горах выше 800—900 м н. у. м.
В ископаемом состоянии известен из плиоцена Германии.

## Биология

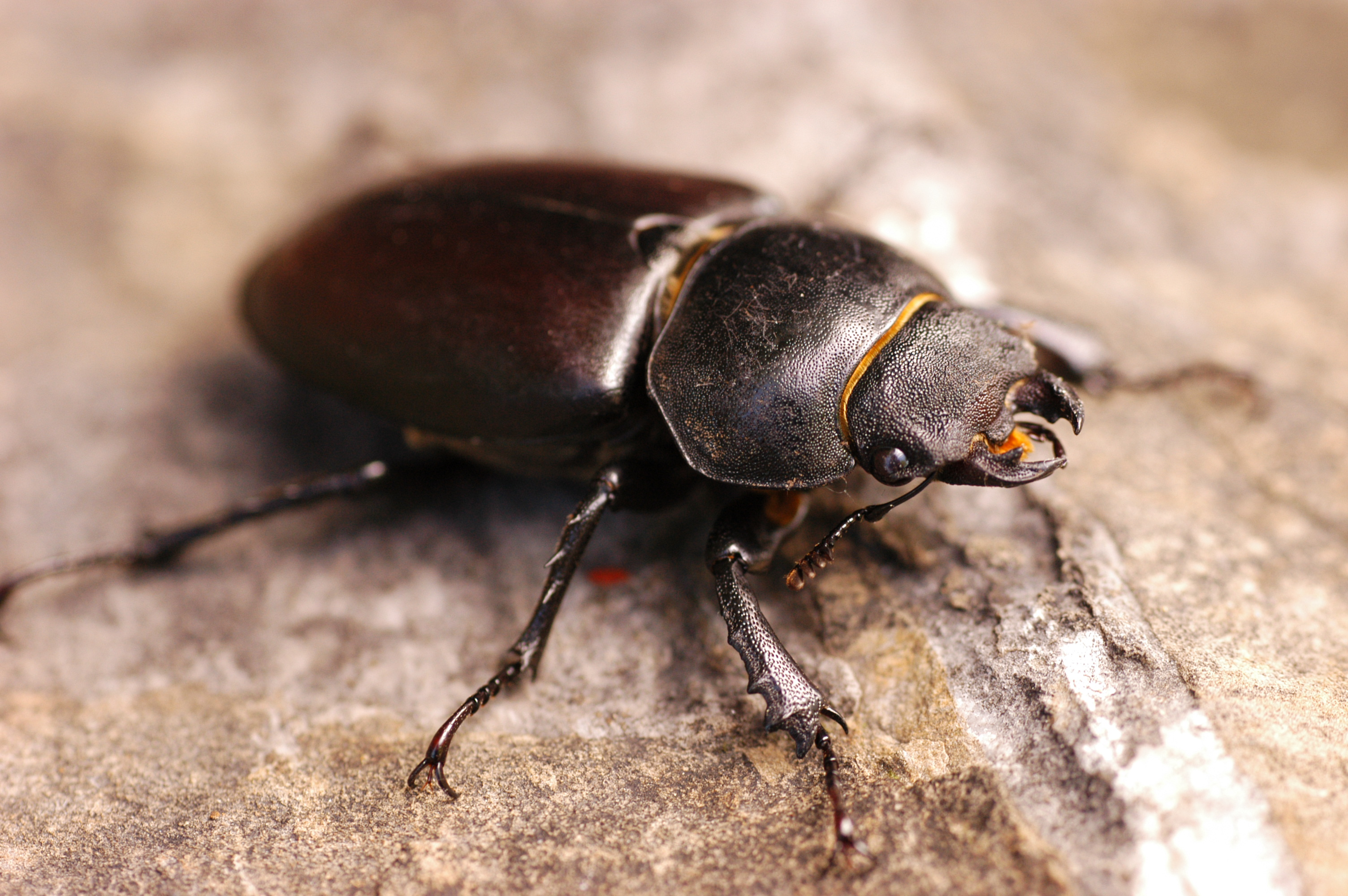
Самка жука-оленя

Время лёта жука-оленя длится с середины-конца мая до середины июля. Временные рамки лёта могут незначительно изменяться в зависимости от погодных условий и участка ареала — на юге лёт жуков начинается раньше, а ближе к северным широтам — позже, например, в Великобритании имаго порой можно наблюдать в августе — сентябре. Лёт относительно растянут и в среднем длится примерно 3—4 недели. Самцы встречаются преимущественно до первой декады июля. Оплодотворённые самки, ещё не отложившие яйца, могут встречаться на протяжении всего июля, вплоть до первых чисел августа.
Суточное время активности вида может варьироваться в зависимости от региона: в северной части ареала жуки активны преимущественно в сумерках и относительно мало активны днём, в то время как на юге ареала жуки ведут в основном дневной образ жизни. В дневное время жуки-олени чаще всего находятся на стволах деревьев около повреждений с вытекающим древесным соком, который служит им пищей. Также жуки могут питаться соком из повреждённых молодых побегов деревьев и кустарников. В дождливую и ветреную погоду, при похолодании неактивны. Летают преимущественно днём, а также в тёплые вечера и в сумерках. В темноте лёт прекращается.

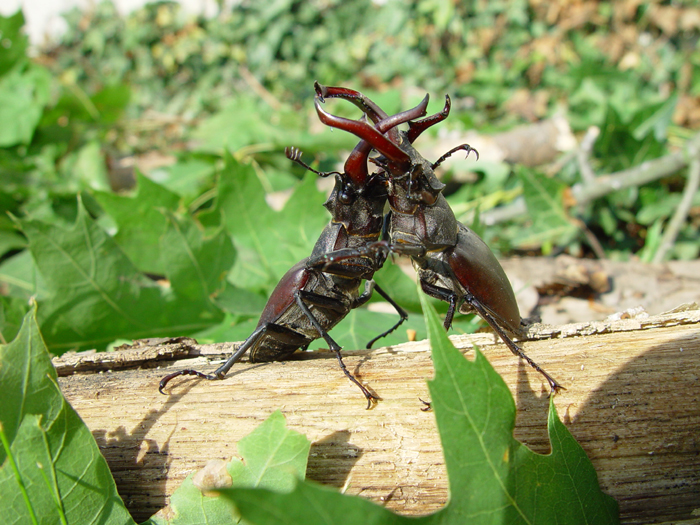
Два дерущихся самца

Согласно наблюдениям, самцы обладают большей склонностью к полётам, чем самки. Жуки осуществляют перелёты преимущественно на короткие дистанции, реже — на расстояния до 3 км. Полёт относительно быстрый и управляемый. Взлёт с горизонтальной поверхности даётся трудно, и не каждый старт бывает удачным. Поэтому жуки обычно взлетают со стволов деревьев, развивая достаточную подъёмную силу. Во время полёта самцы держат своё тело почти вертикально, чтобы компенсировать перевешивающие мандибулы. При температуре воздуха ниже +16  °C жуки не летают.
Самцы часто агрессивны по отношению к другим самцам своего вида: довольно часто вступают в драки между собой за доступ к местам вытекания древесного сока или за самок. Такие сражения обычно происходят на стволах деревьев, когда один самец находится выше другого. Победителем чаще всего становится нижний самец. Завидев противника, самцы принимают угрожающую позу — приподнимают переднюю часть тела вверх и широко расправляют в стороны усики. Если угрозы не действуют, самец атакует противника. При этом самцы обычно высоко поднимаются на передних и средних ногах («вставая на дыбы»), широко раскрывают челюсти и бросаются друг на друга. В ходе таких драк каждый из соперников пытается подцепить противника за углы надкрыльев своими мандибулами, приподнять его в воздух, а затем скинуть вниз. Сила смыкания мандибул самцов велика — в ходе таких стычек они могут прокалывать отростками жвал твёрдые надкрылья, а порой и головы соперников, правда, такие «ранения» никак не сказываются на жизнедеятельности жуков. Развитые мандибулы часто используются жуками для решительной защиты от нападающих (в том числе и людей).

## Цикл развития

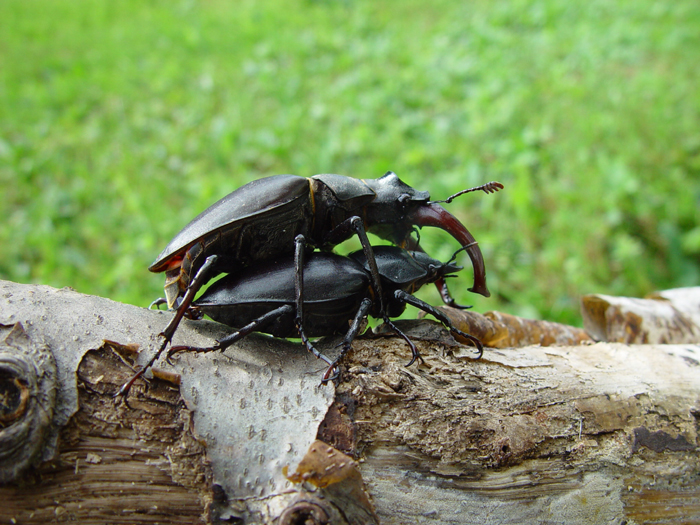
Спаривающиеся жуки-олени

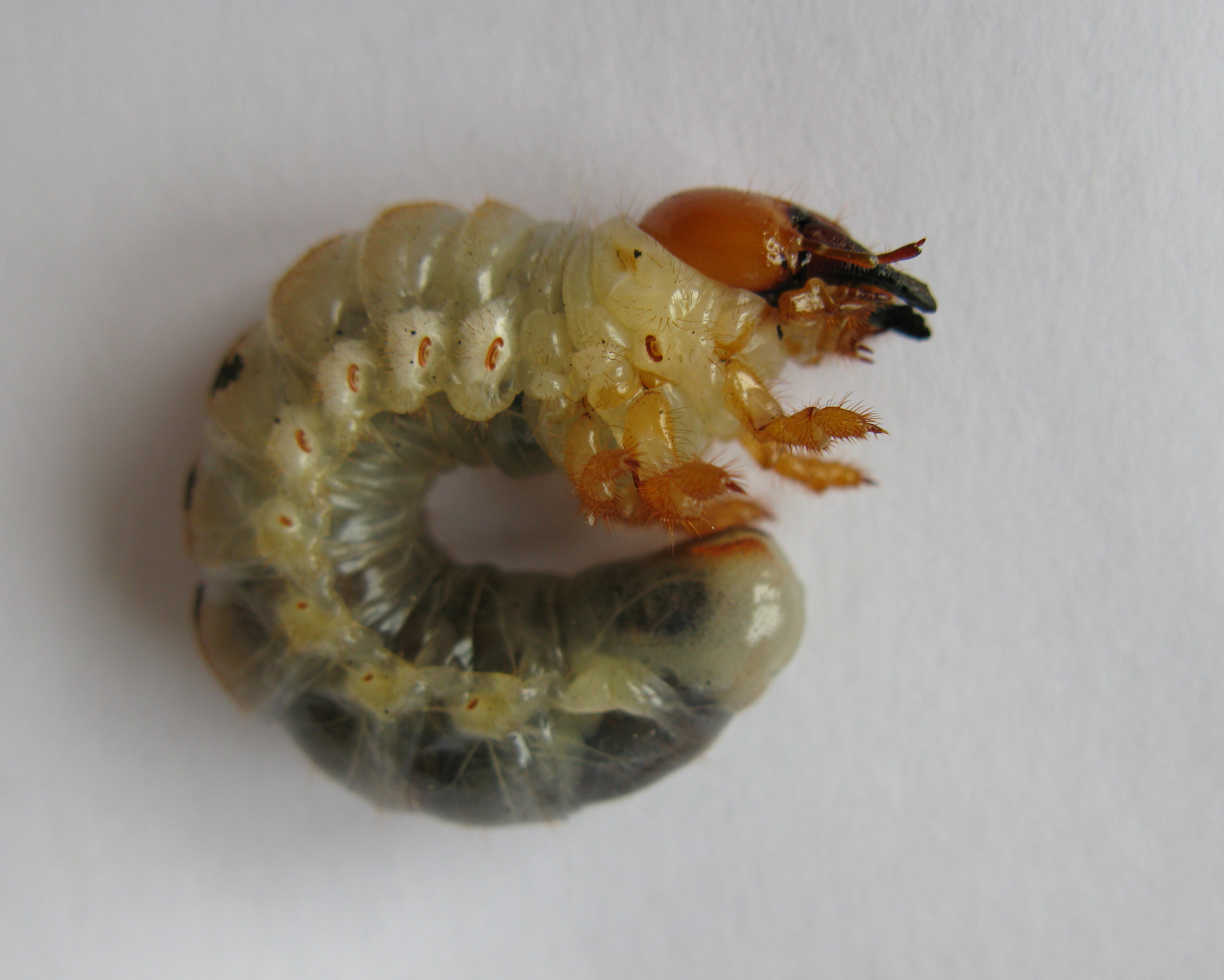
Личинка жука-оленя

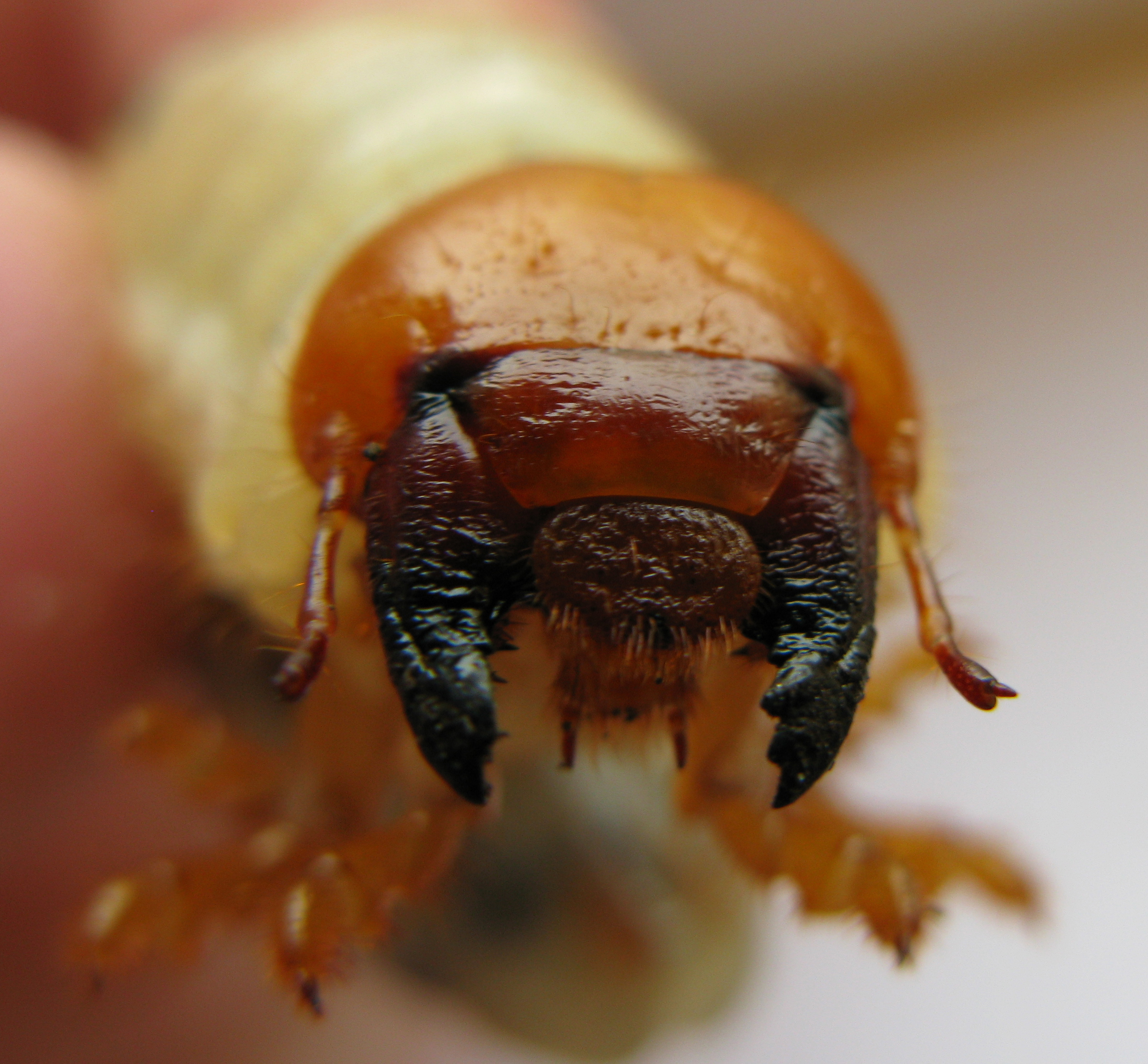
Голова личинки крупным планом

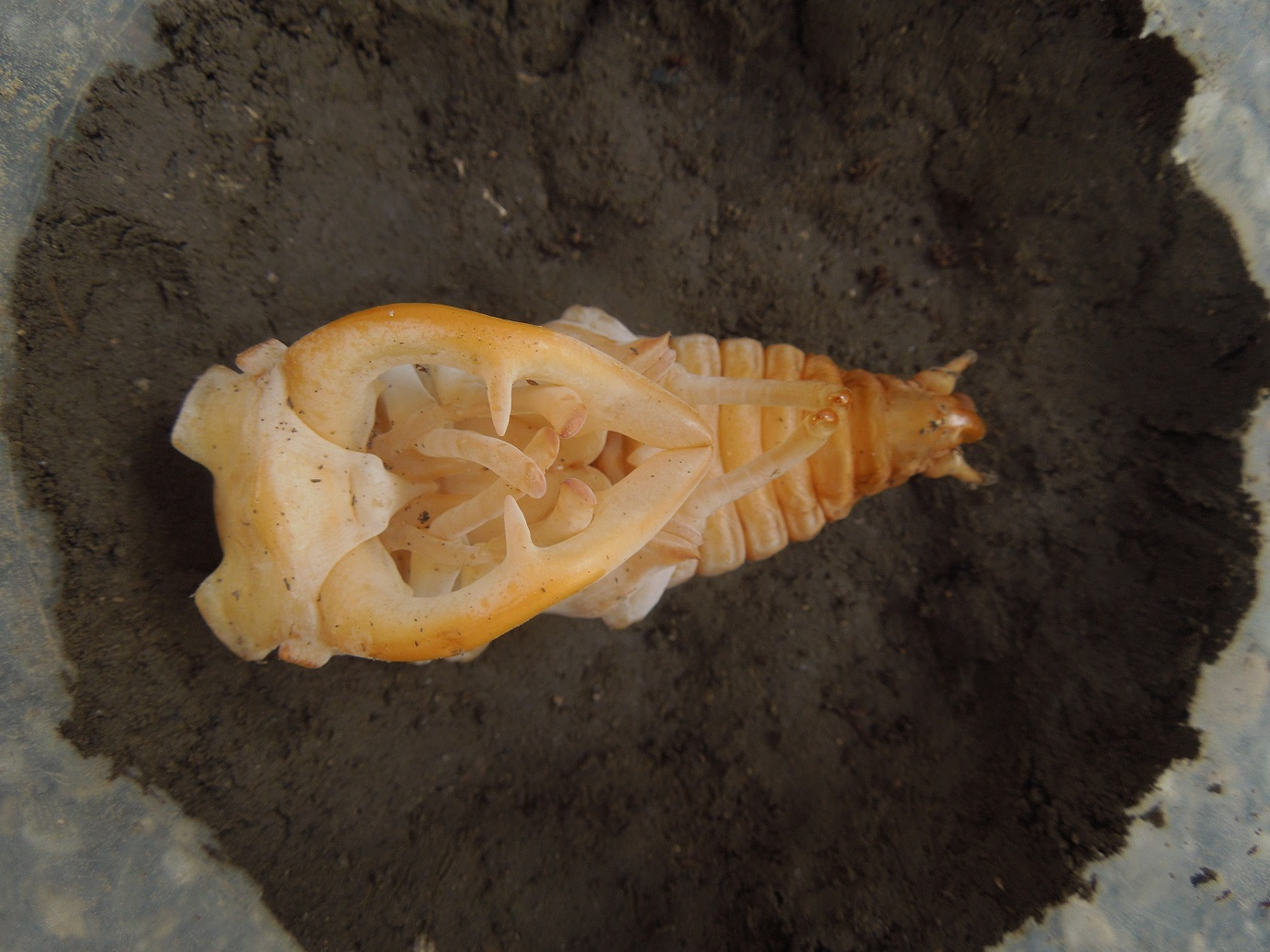
Куколка самца

Спаривание, длящееся около 2—3 часов, обычно происходит на деревьях. Во время него самец использует свои огромные мандибулы для удерживания самки. Через некоторое время после спаривания самки откладывают яйца. Долгое время считалось, что одна самка способна отложить от 50 до 100 яиц, но новые исследования показывают, что она откладывает лишь около 20 яиц. Для каждого яйца самки выгрызают специальные камеры в гниющей древесине — обычно в старых пнях, дуплах деревьев, подгнивших стволах. Яйца относительно крупные, светло-жёлтого цвета, овальной формы, размером до 2,2—3 мм. Стадия яйца длится 5—6 недель, по другим данным 2—4 недели.
Личинки молочно-белой или кремовой окраски, С-образно изогнуты, достигают к концу своего развития длины 10—13,5 см и диаметра около 2 см, при массе 20—30 граммов. Голова гипогнатического типа, жёлто-бурая или жёлто-красная, с развитыми крепкими челюстями. Головная капсула сильно склеротизирована, наличник отделён от лба швом. Последний членик усиков значительно тоньше предпоследнего. Ноги довольно длинные и примерно равные по длине, буро-каштанового цвета. По бокам сегментов тела расположены крупные дыхальца (стигмы) буро-рыжего цвета. Анальное отверстие 3-лучевое, с очень сильно развитой продольной щелью. Анальный стернит с многочисленными шиповидными щетинками.
Личинки способны издавать стрекочущие звуки с частотой 11 кГц, вероятно, обеспечивающие им коммуникацию между собой. Звуки издаются при помощи органов стридуляции (стрекотания), которые образованы продольным рядом продолговатых зубцов (pars stridens) на бёдрах средней пары ног и рядом ребристых выступов (plectrum) на вертлугах задней пары ног. Издаваемый звук длится около 1 секунды, иногда повторяется несколько раз.
Личинки чаще всего развиваются в подземной части стволов и толстых корнях, в пнях старых деревьев, реже — в мощных ветвях. Развитие личинок происходит только в мёртвой древесине, поражённой белой древесной гнилью, — живые, но заболевшие деревья они не заселяют. Питаясь мёртвой древесиной, личинки жука-оленя выгрызают ходы вдоль волокон древесины и способствуют разложению древесных остатков и играют определённую роль в процессах почвообразования. Личинки питаются в основном внутренними частями стволов или корней дуба (Quercus), могут также обитать в древесине бука (Fagus), вяза (Ulmus), берёзы (Betula), ив (Salix), лещины (Corylus), ясеня (Fraxinus), тополей (Populus), липы (Tilia), каштанов (Castanea), каштана посевного (Castanea sativa) и редко плодовых деревьев (груша (Pýrus), вишня (Cerasus), черешня (Prunus avium). Исключительно редко личинки могут развиваться и в деревьях хвойных пород — сосне (Pinus) и туе (Thuja).
Преимущественно заселяет дуб черешчатый (Quercus robur), реже — дуб скальный (Quercus petraea). Личинка весом 1 грамм поедает в сутки 22,5 см³ древесины.
Цикл развития личинок, в зависимости от климатических условий, составляет от 4 до 6 лет, в среднем 5-летний, максимально до 8 лет. В глубине древесины личинки могут выдерживать морозы до −20 °С, но являются очень чувствительными к недостатку влаги, который сдерживает их рост. Например, в Крыму из-за сухости климата жуки-олени мельче развивающихся на материковой части. Данный вид не является вредителем технической древесины.
Окукливание происходит в октябре, в т. н. «колыбельке» (камере со стенками из древесных стружек, земли и экскрементов личинки), находящейся в земле, на глубине 15—40 см. Куколка длиной до 50 мм, у самца с большой подогнутой головой и мандибулами.
Имаго зимует в колыбельке, где произошло окукливание, и выходит на поверхность в мае — июне.

## Изменчивость

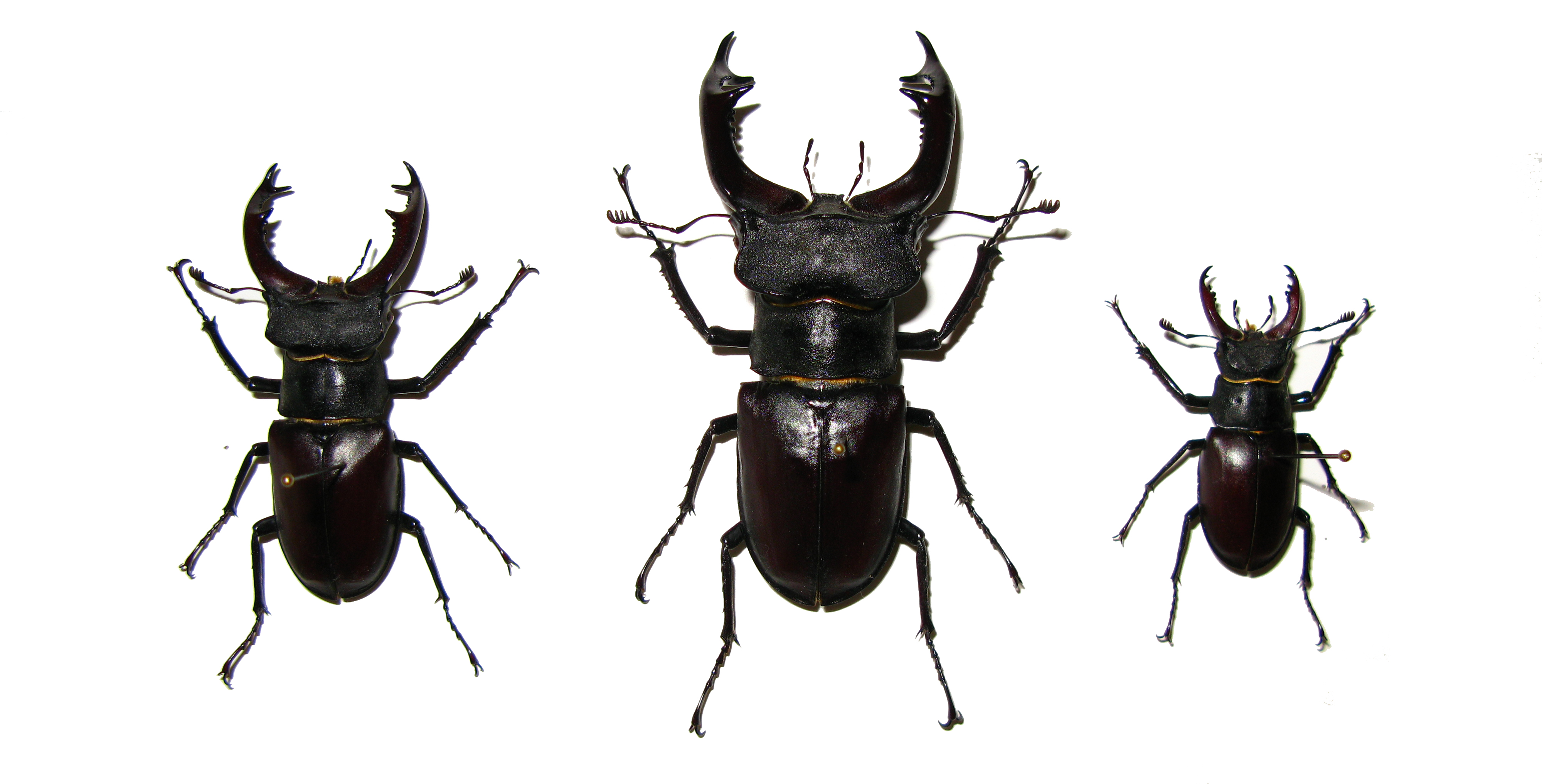
Изменчивость жука-оленя. Слева направо — Самец f. media, самец f. major, самец f. minor. Заметно различие не только в величине мандибул самцов, но и в размере самих жуков

Выделено несколько форм жуков-оленей, отличающихся величиной мандибул у самцов, формой и пропорциями переднеспинки. Возникновение полиморфности, как и у других жуков, связано с условиями развития личинки, количеством и наличием подходящего и доступного корма (трофический полиморфизм), условиями внешней среды. Например, при повышенной сухости климата условия развития личинок ухудшаются, и впоследствии из них появляются более мелкие особи.
Известны следующие формы жуков-оленей:
- f. major — большой внутренний зубец мандибул острый и не короче вершинных зубцов[4].
- f. media — большой внутренний зубец мандибул на вершине косо срезан и короче вершинных зубцов[4].
- f. minor — все внутренние зубцы мандибул ослаблены, выступы головы сглажены[4].

|                       |                       |                       |
| Голова самца f. major | Голова самца f. media | Голова самца f. minor |

## Подвиды и вариации

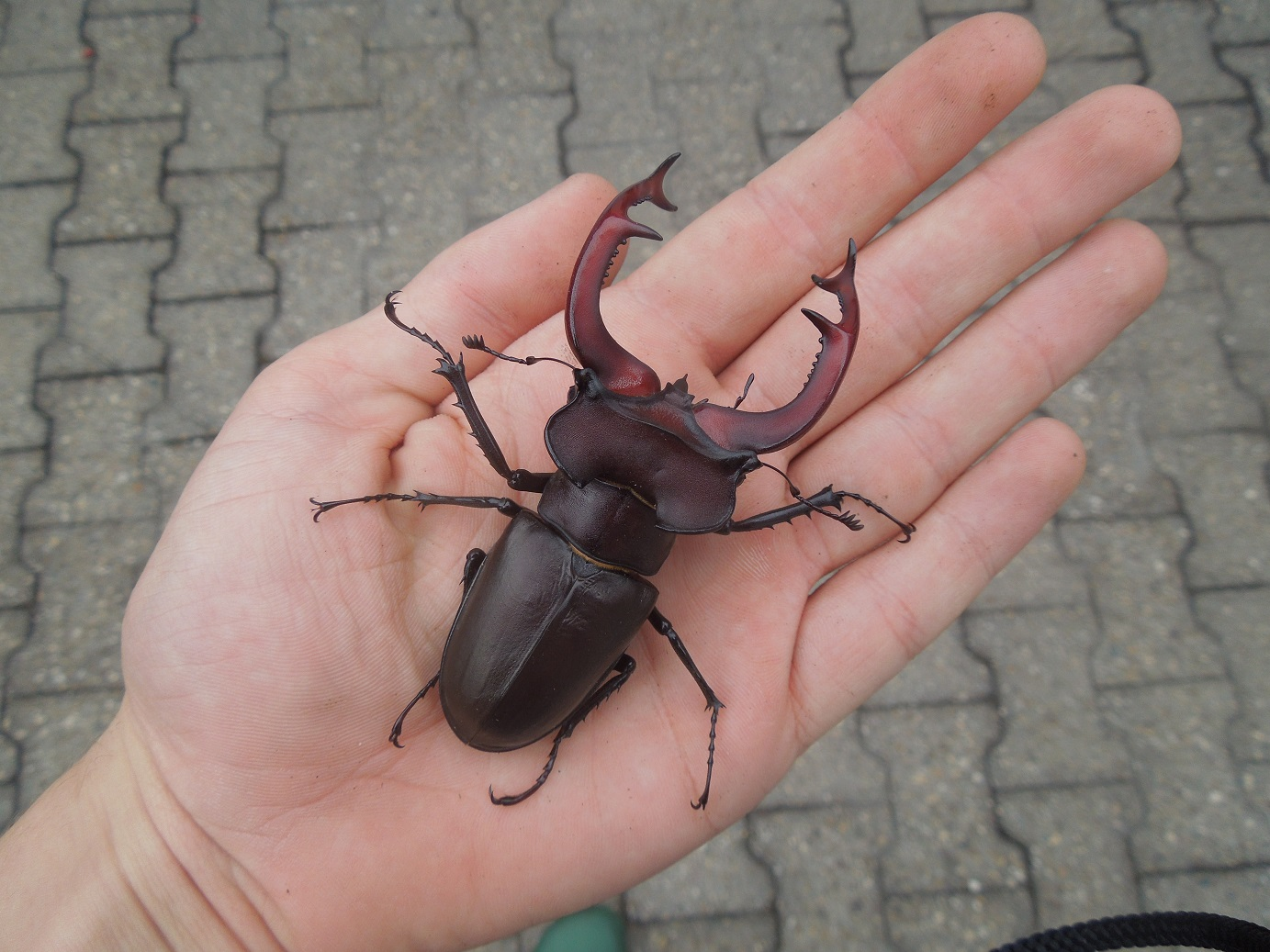
Самец подвида Lucanus cervus judaicus

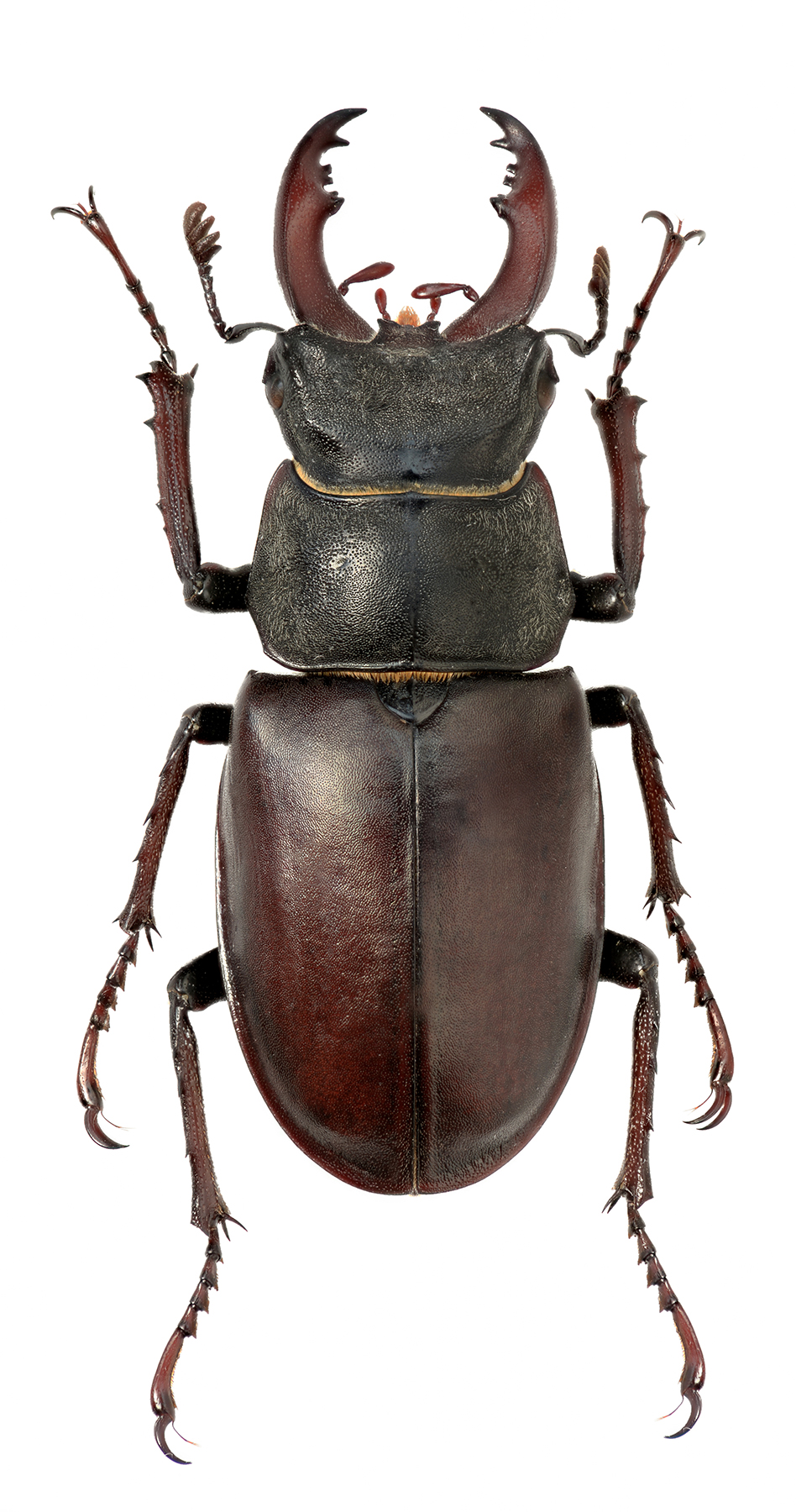
Самец номинативного подвида f. minor

- Подвид Lucanus cervus akbesianus (Planet, 1896). Длина тела: самца — 50—100 мм, самки — 40—45 мм. Ареал — Сирия, Турция
- Подвид Lucanus cervus cervus (Linnaeus, 1758) — номинативный подвид. Ареал — Центральная и Восточная Европа. Жуки с 4-члениковой булавой усиков. Длина тела: самца — 35—92 мм, самки — 35—54 мм[4].
  - Вариация Lucanus. c. c. heptaphyllus (Abeille de Perrin, 1867)
  - Вариация Lucanus. c. c. microcephalus (Mulsant, 1842)
  - Вариация Lucanus. c. c. pontbrianti (Mulsant, 1839)
  - Вариация Lucanus. c. c. brevicollis (Motschulsky, 1870)
  - Вариация Lucanus. c. c. capitalis (Mollenkamp, 1910)
  - Вариация Lucanus. c. c. scapulodonta (Weinreich 1963)[52]
- Подвид Lucanus cervus judaicus (Planet, 1902)
- Подвид Lucanus cervus laticornis (Deyrolle, 1864)
- Подвид Lucanus cervus syriacus (Planet, 1897)
- Подвид Lucanus cervus turcicus (Sturm, 1843). Длина тела: самца — 35—75 мм, самки — 40—45 мм. Жуки с 6-члениковой булавой усиков. Ареал — Малая Азия, Турция, Сирия[4].
- Подвид Lucanus cervus tauricus (Motschulsky, 1845). Жуки с 5-члениковой булавой усиков. Ареал — Франция, Италия, Балканский полуостров, Крым, Кавказ[4].

### Синонимы названий подвидов
Lucanus cervus cervus Linnaeus, 1758
- Scarabaeus cervus cervus Linnaeus, 1758
- Lucanus cervus americanus Hope & Westwood, 1845
- Lucanus cervus antennatus Rey, 1890
- Lucanus cervus armiger Herbst, 1790
- Lucanus cervus capitalis Mollenkamp, 1910
- Lucanus cervus capra Olivier, 1789
- Lucanus cervus capreolus Fuessly, 1775
- Lucanus cervus dorcas Muller, 1776
- Lucanus cervus grandis Haworth, 1807
- Lucanus cervus hircus Herbst, 1790
- Lucanus cervus inermis Marsham, 1802
- Lucanus cervus longipennis Von Rothenburg, 1900
- Lucanus cervus lusitanicus Hope & Westwood, 1845
- Lucanus cervus major Burmeister, 1847
- Lucanus cervus microcephalus Mulsant, 1842
- Lucanus cervus nigrinus March, 1931
- Lucanus cervus ornatus Bernau, 1929
- Lucanus cervus scapulodonta Weinreich, 1963 (как новая форма вида)
- Lucanus cervus validus Mollenkamp, 1912
- Lucanus cervus vicinus Hope & Westwood, 1845

Lucanus cervus akbesianus Planet, 1896
- Lucanus cervus var. poujadei Planet, 1897
- Lucanus cervus motschulskyi Benesh, 1960

Lucanus cervus fabiani Mulsant & Godart, 1855
- Lucanus cervus heptaphyllus Abeille de Perrin, 1867
- Lucanus cervus pentaphyllus Reiche, 1853
- Hexaphyllus cervus pontbrianti Mulsant, 1839
- Lucanus cervus reichei Motschulsky, 1870

Lucanus cervus turcicus Sturm, 1843
- Lucanus cervus var. smyrniacus Didier & Seguy, 1953

## Естественные враги и паразитоиды

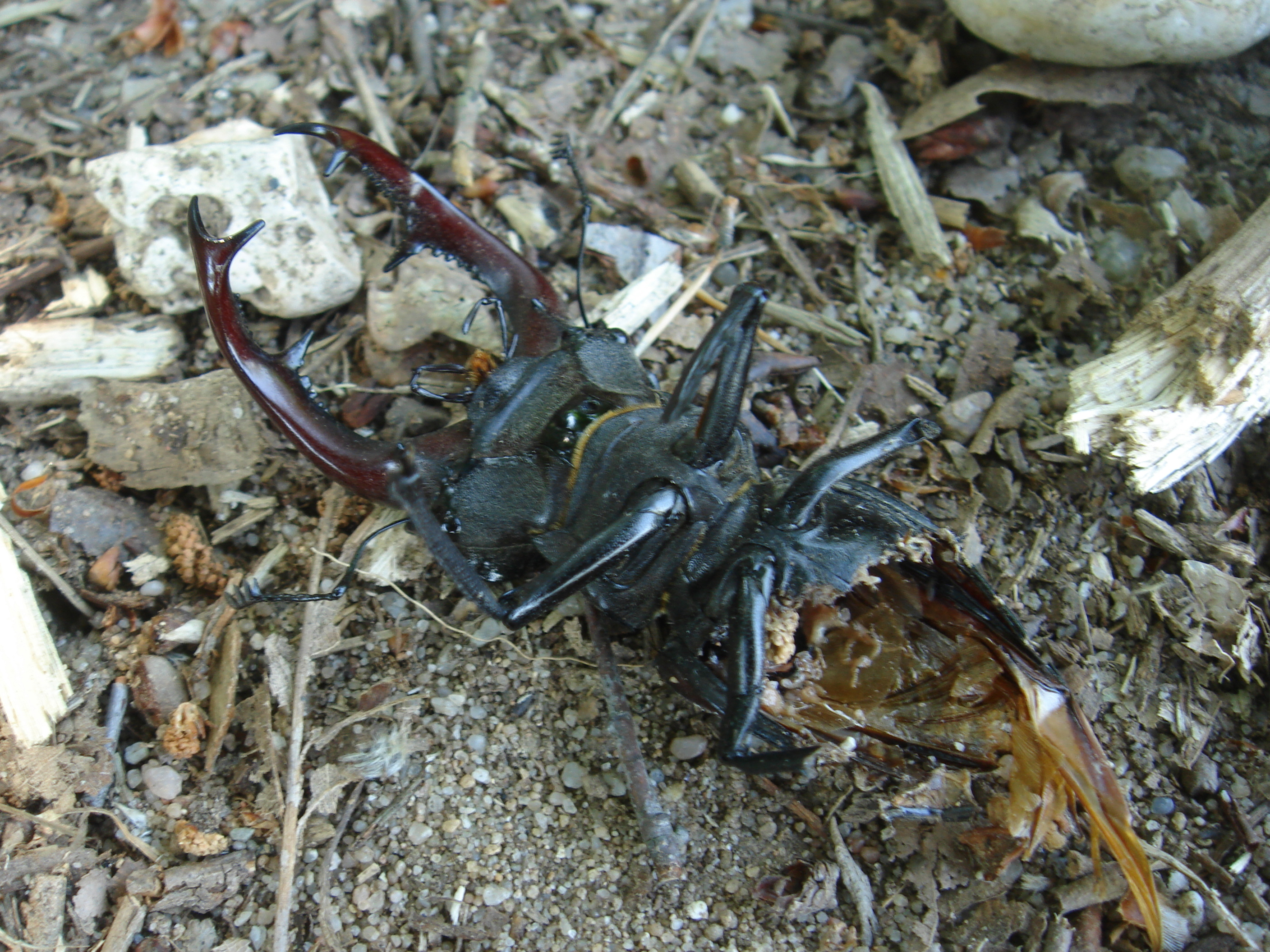
Птицы поедают лишь брюшко жуков, выкидывая голову с переднеспинкой

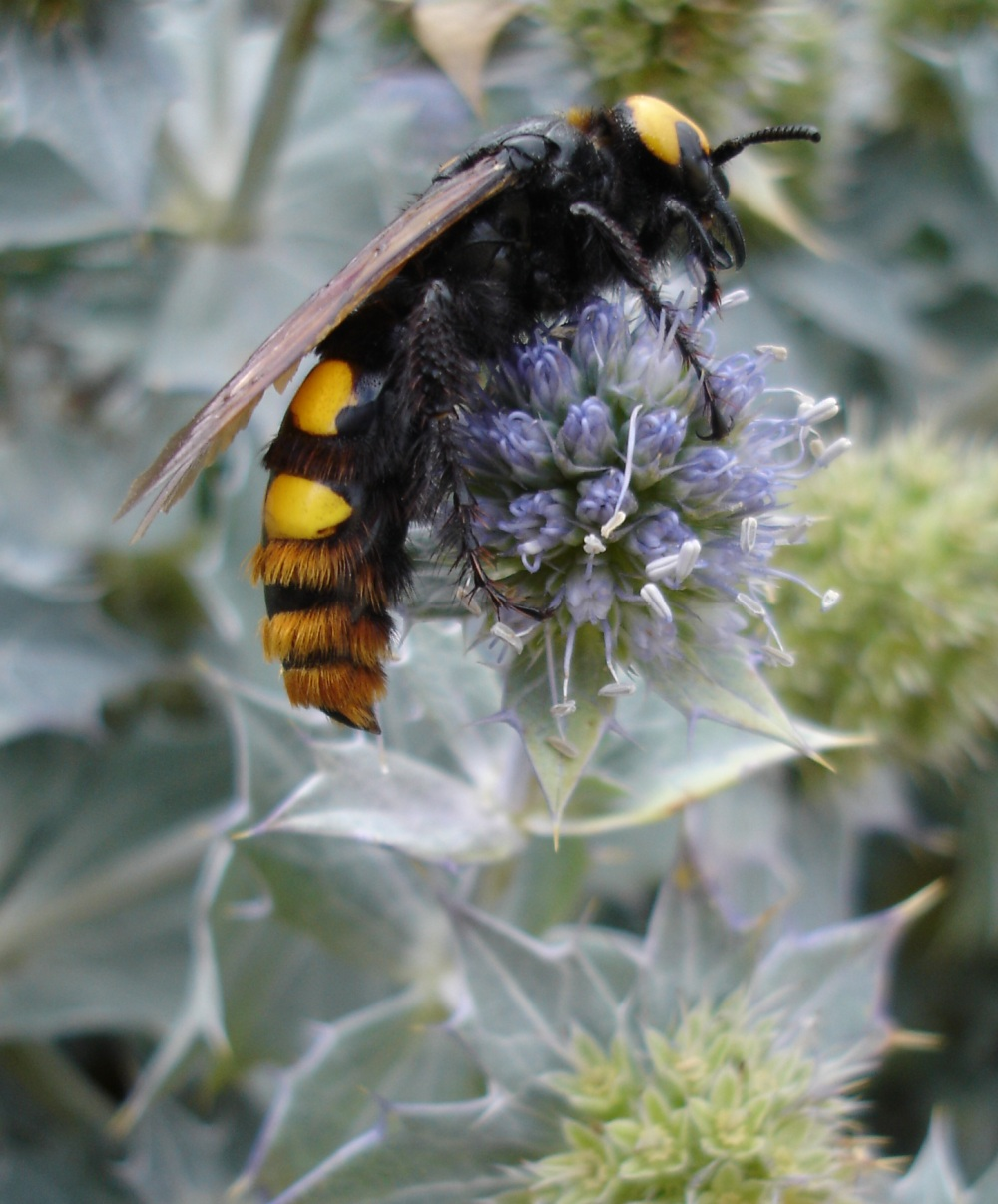
Megascolia maculata flavifrons, личинки которой паразитируют на личинках жука-оленя

Жуками активно питаются многие врановые — ворон, серая ворона, чёрная ворона, сорока и другие, а также чеглоки, сизоворонки, совы. При этом птицы поедают лишь брюшко жуков, выкидывая голову с переднеспинкой. Имеются данные, что филины способны поедать жуков-оленей вместе с головой. За сезон птицы уничтожают много особей данного вида — так, порой пройдясь по лесу, где достоверно обитает данный вид, можно найти множество их останков и «рогов», не найдя при этом живых жуков.
К естественным врагам также относятся одиночные осы из рода сколии, например, сколия-гигант (Scolia maculata), личинки которой являются паразитоидами личинок самого жука. Найдя личинку, самка сколии парализует её уколом жала в брюшной нервный ганглий, после чего откладывает на неё одно яйцо. Вышедшая из него личинка сколии питается живой, но парализованной личинкой, начиная с наименее важных жизненных органов.

## Численность и лимитирующие факторы
Сейчас наблюдается повсеместное сокращение численности жука-оленя, которая почти повсеместно низкая и продолжает сокращаться. Жуки-олени встречаются редко и локально, но преимущественно в большом количестве. Несмотря на это, ареал вида сокращается, и в недалёком будущем ему может угрожать исчезновение.
Количественные учёты на территории стран бывшего СССР не проводились. Косвенные данные свидетельствуют о том, что численность в отдельных местах ареала в целом низкая либо продолжает сокращаться. На северной границе ареала в средней полосе Европейской России вид за последние 20-40 лет оказался реально исчезающим. Нередок в Крыму.
Тем не менее, на Украине в настоящее время вид поддерживает достаточно высокую численность, в южных регионах страны, на территории Харьковской и Черниговской областей. Время от времени может давать вспышки численности.
Основное отрицательное влияние на численность оказывает лесохозяйственная деятельность человека: уменьшение площадей старовозрастных дубрав, которые являются естественными местами обитания жука, уничтожение старых лесных массивов и старых дубов в широколиственных лесах, санитарные мероприятия по очистке лесов от старых деревьев и обработка лесных массивов пестицидами. Главная причина сокращения численности — уничтожение мест обитания личинок — пней, старых дуплистых деревьев. Наиболее уязвимым моментом в биологии жука-оленя является длительный период развития личинок. Опасность для жука-оленя также представляют птицы, способные питаться имаго данного вида. В последнее время не последнюю роль в сокращении численности жука-оленя играет неумеренный сбор жуков в любительские коллекции, а также случайными лицами просто ради любопытства.

## Охрана
Вид занесён в Красные книги различных государств Европы — охраняется в Дании (0 категория — исчезнувший вид), Германии (включён во 2-ю категорию), Польше (включён во 2-ю категорию), Латвии (0 категория — исчезнувший вид), Эстонии (0 категория — исчезнувший вид), Беларуси (включён во 2-ю категорию), Швеции (включён во 2-ю категорию), Молдове, Украине (включён во 2-ю категорию — редкий вид), России (включён во 2-ю категорию — сокращающиеся в численности виды). Также вид включён в Красную книгу Казахстана (II категория — сокращающийся в численности вид). В Красной книге СССР вид был отнесён ко II категории — «Редкие виды».
Во многих странах Европы, включая Украину, Великобританию, Испанию и другие государства, ведутся различные мониторинговые программы по изучению численности и распространения жука-оленя.
На территории России вид охраняется в заповедниках Кавказском, Жигулёвском, Воронежском, Лес на Ворскле, Центрально-Чернозёмном, Башкирском.
Охранной мерой для этого вида насекомых может быть только сохранение в первоначальном состоянии биотопов, в которых они обитают, путём создания энтомологических заказников на территории дубрав и других лесов с примесью дуба, ограничения вырубки старых дубрав и сохранения отдельных старовозрастных дубов. Кроме того, в сохранении вида важную роль должны играть и разъяснительная работа, и экологическое воспитание молодёжи.

## Жук-олень в культуре

### В верованиях, мифах, символизме
Жук-олень играет определённую роль в различных культурах. Он известен с древнейших времён и впервые упоминается в письменных источниках в одном из стихотворений греческого поэта Софокла, который жил в 496—406 годах до н. э., — в одной из игр Сатира указывается на сходство между лирой и головой самца жука-оленя. Аристофан в своей комедии описывает детскую игру с жуками, которая была широко распространена в Древней Греции. Эти стихи напоминают о широко распространённой в сельских районах Европы детской игре прошлых столетий, когда дети ловили жуков, привязывали нитку к одной из их лап и затем позволяли жуку летать на своеобразной «привязи».
Как и многим животным необычного вида, жуку-оленю в прошлом порой приписывали магическую силу.
Жук-олень также был описан в мифах древнегреческим поэтом, грамматиком и врачом II века до н. э. Никандром: пастух Керамб (Cerambos), спасшийся от потопа на горе Отрис в Фессалии, первым из людей изобрёл пастушескую свирель и стал играть на лире, под которую танцевали нимфы. Пан посоветовал ему отогнать скот в долину, но Керамб отказался, а также оскорбил офрийских нимф. Когда наступила зима, его стада замёрзли, а нимфы превратили его в жука с «рогами». Эта история была пересказана в новой версии Овидием. Антонин Либерал, древнегреческий грамматик, живший приблизительно в I—III веках н. э., был вдохновлён этой же историей и написал резюме к повествованию Никандра. Тем не менее, жук, носящий сегодня латинское название «Cerambyx», не относится к жукам-оленям, а принадлежит к семейству жуков-усачей (Cerambycidae).
Древние римляне и греки носили засушенные головы жуков на шее в качестве амулетов, а также надевали их на детей для защиты от болезней. Этот обычай или его пережитки в той или иной форме сохранились в нескольких странах Центральной Европы. Например, в Германии жук-олень всё ещё является аксессуаром к традиционному костюму Баварии. Также в средневековой Баварии пепел из жука-оленя использовали в качестве афродизиака. Голову с «рогами» этого жука носили в австрийском регионе Воралберг в качестве амулета от судорог. Первоначально «рога» жука использовали в качестве мочегонного средства, а позднее сам жук использовался как средство от энуреза.
Якоб Гримм, наиболее известный своими сказками, писал о традициях и обычаях в Германии начала XIX века и упоминал про жука-оленя. В его книге можно найти свидетельства широко распространённого убеждения, что этот жук влечёт за собой пожары, перенося на своих «рогах» тлеющие угли на деревянные крыши. Именно с ним связывали большое количество массовых пожаров в те времена.
В средневековой Англии жука-оленя также боялись крестьяне, которые считали, что он может принести с собой непогоду и погубить тем самым урожай.
Лишь в XIX веке, с широким распространением в Европе увлечения культурой Древнего Египта и связанной с ним популярностью образа священного скарабея, жук-олень окончательно утратил свой символизм и приписываемую магическую силу.

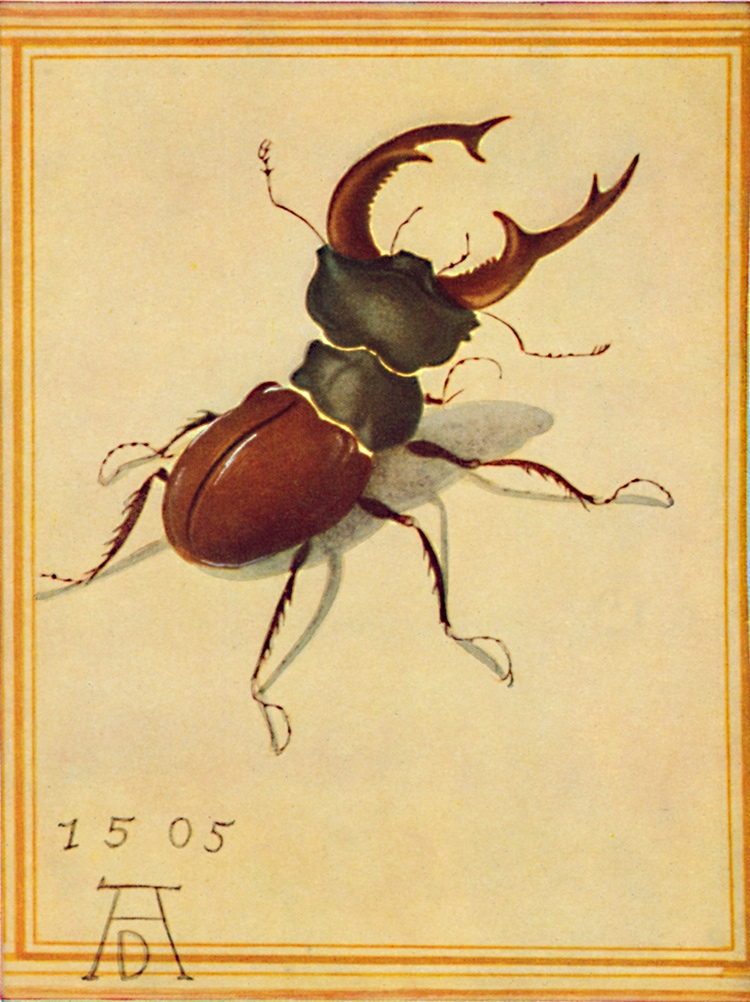
Рисунок Дюрера

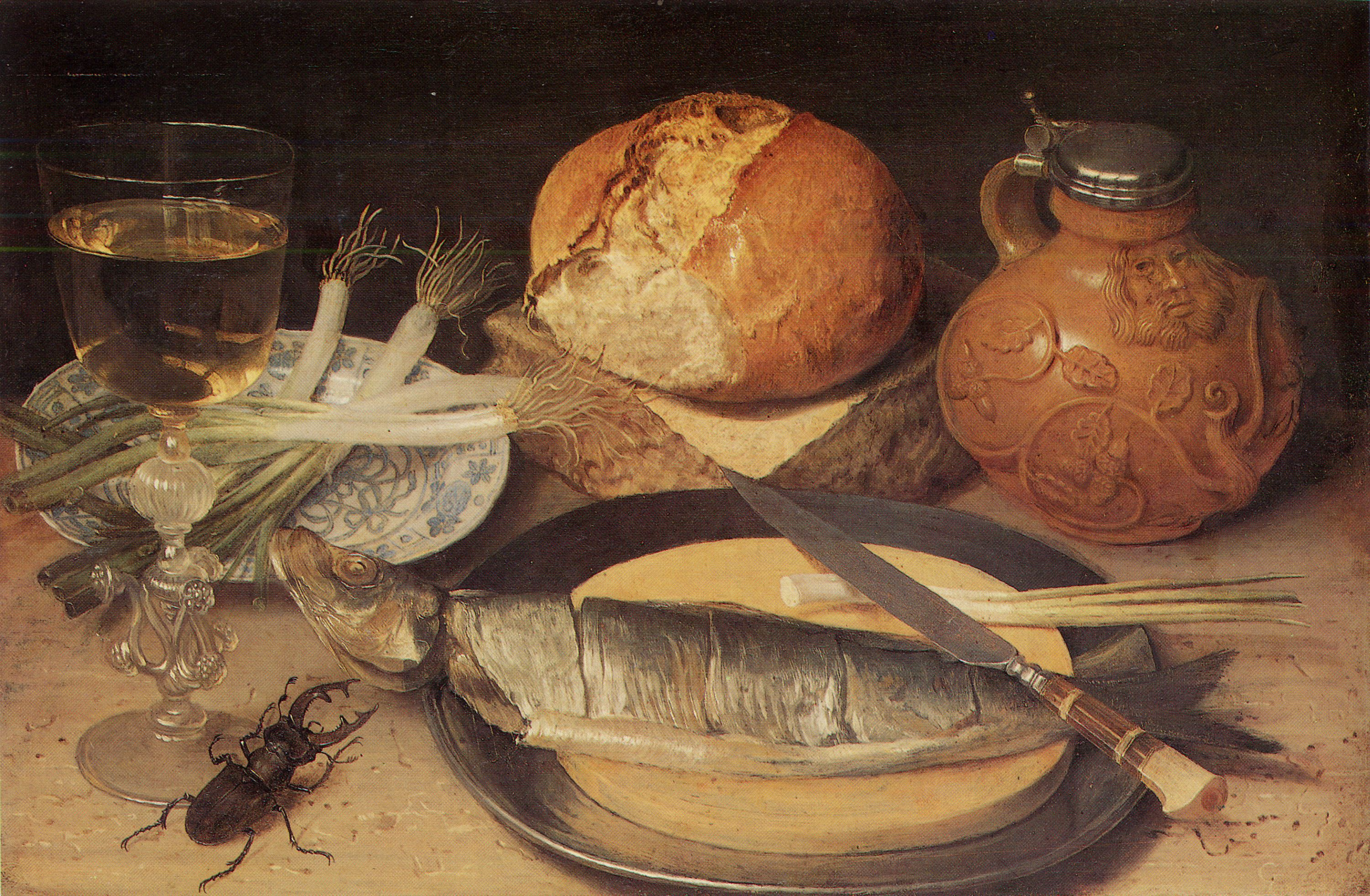
Флегель, Георг. Натюрморт с жуком-оленем

### В изобразительном искусстве
В XIV веке образ жука-оленя начал освобождаться от некогда присвоенного ему символического значения и приобрёл описательную и декоративную функцию, став в конце концов любимой темой многих художников.
Итальянский миниатюрист Джованнино де Грасси в конце XIV века изобразил жука-оленя улетающим от группы оленей, расположенных на нижней части картины, к Богу, который сидит среди отшельников в центре композиции. Присутствие жука-оленя в религиозных картинах не случайно, оно, скорее всего, основывалось на символическом значении жука-оленя для христиан того времени. Данная интерпретация подтверждается сходством челюстей жука-оленя и рогов оленя. Ведь оленей с древних времён почитали в качестве священных животных, и их образ часто использовали в христианских картинах как символ Христа, одерживающего верх над злом. Изображение жука-оленя в качестве христианской символики можно также найти на нескольких немецких картинах XV века. Примером является работа Стефана Лохнера в соборе Кёльна, известная как «англ. Altar of the City Patron», на которой маленький жук-олень изображён среди травы.
Жука-оленя на своих полотнах не анималистической тематики часто изображал Альбрехт Дюрер. Хрестоматийным же является его рисунок жука-оленя, сделанный в 1505 году. Рисунок с жуком-оленем также был сделан Гансом Гофманом (акварель, 1574 год), который увлекался творчеством Дюрера и делал рисунки по его мотивам. Также этот вид жуков изображён на картине Георга Флегеля.
Изображение самки жука-оленя было написано итальянской художницей Джованни Гарцони, известной своими натюрмортами овощей, фруктов и цветов с детальными изображениями мелких насекомых.
Сегодня изображения жука-оленя в той или иной интерпретации можно найти на орнаменте стиля модерн на фарфоре, ювелирных изделиях, почтовых марках и этикетках различных потребительских товаров.

### В кинематографе
В 1910 году Владислав Александрович Старевич решил снять документальный фильм о жуках-оленях, в частности — битву двух самцов жуков-оленей за самку. Однако выяснилось, что при необходимом для съёмки освещении самцы становятся малоактивными. Тогда Старевич препарировал жуков, приделал к лапкам тоненькие проволочки, прикрепил их воском к туловищу и снял нужную ему сцену покадрово. Применяя подобную технику, он снял фильм «Lucanus Cervus», который стал первым в мире кукольным анимационным фильмом. Используя ту же технику, Старевич снял в 1912 году короткометражный фильм «Прекрасная Люканида, или Война усачей с рогачами», в котором жуки разыгрывали сцены, пародирующие сюжеты из рыцарских романов. Фильм пользовался бешеным успехом у российских и зарубежных зрителей до середины 1920-х годов. Покадровая техника кукольной мультипликации была тогда совершенно неизвестна, поэтому во многих отзывах сквозило изумление тем, каких невероятных вещей можно добиться от насекомых дрессировкой. Вскоре после «Люканиды» на экраны выходит сходный по технике короткометражный мультипликационный фильм «Месть кинематографического оператора», где одним из персонажей также является жук-олень.

### В нумизматике
В 1997 году в Польше была выпущена монета номиналом 2 злотых, изготовленная из бронзы, с изображением жука-оленя. Также существует разновидность монеты с таким изображением, изготовленная из серебра, номиналом 20 злотых.
В Приднестровье в 2006 году была выпущена серебряная монета достоинством 100 рублей с изображением самца и самки жука-оленя. В надписи на монете сделана ошибка в родовом названии — «Lukanus» вместо «Lucanus».

### В филателии
Изображения жуков появились на почтовых марках лишь во второй половине XX века, однако одним из лидеров по количеству изображений на марках остаётся именно жук-олень. Первое изображение появилось в 1954 году на почтовой марке Венгрии номиналом в два форинта. В 1955 году в Чехословакии была выпущена марка номиналом тридцать халеров с изображением жука-оленя. В 1962 году в Польше была выпущена серия из шести марок, посвящённых жукам, на марке номиналом в 80 грошей был изображён именно жук-олень. В том же году серия из шести марок была выпущена и в Чехословакии, жук-олень был изображён на марке номиналом в шестьдесят халеров. В 1963 году в Албании была выпущена серия, состоящая из четырёх марок, данный вид был изображён на марке номиналом в полтора лека. В этом же году марка номиналом десять пфеннигов была выпущена в ГДР. В 1966 году в Югославии на марке номиналом в тридцать пара был представлен жук-олень. К 500-летию со дня рождения Альбрехта Дюрера в 1970 году в Парагвае произошёл выпуск марки номиналом 75 сентимов с копией его известнейшей работы с жуком-оленем. В 1971 году Барбуда также выпускает марку с копией работы Дюрера номиналом в 35 центов. В 1985 году в Великобритании выходит марка с изображением данного вида жука. В 1993 году в ФРГ выпущена марка номиналом в полторы марки. В 1999 году на Украине была выпущена марка номиналом сорок копеек с изображением этого жука. В 2001 году в Беларуси выпущены две марки номиналом в триста рублей. В 2002 году в Италии была выпущена марка с изображением жука-оленя. В 2003 году в России выпущена серия из пяти марок, посвящённая редким жукам страны, — жук-олень был представлен на марке номиналом в один рубль. В 2005 году в Хорватии была выпущена марка номиналом в три с половиной кун. В 2007 году марка с изображением этого жука была выпущена в Австрии. В 2008 году в Великобритании выпущена серия марок первого класса, на одной из которых изображён самец жука-оленя.

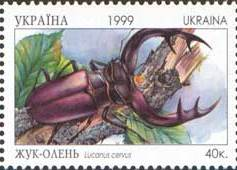
Почтовая марка Украины, 1999 год
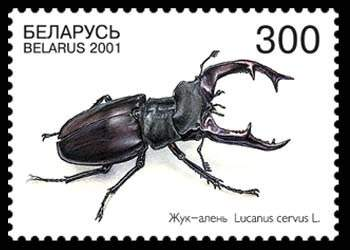
Почтовая марка Беларуси, 2001 год
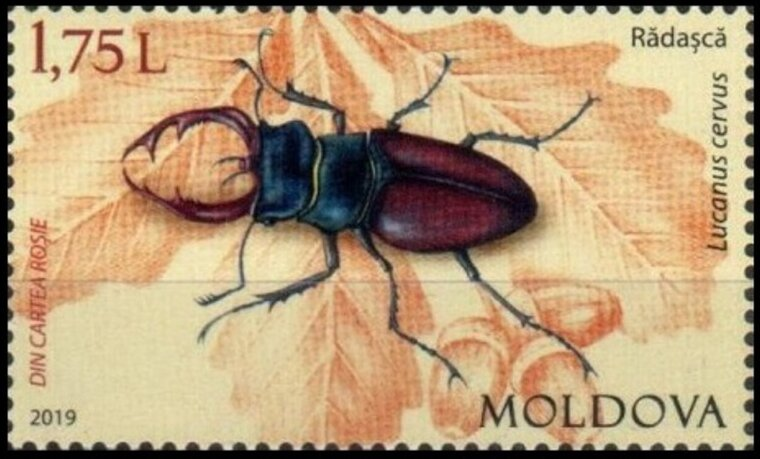
Почтовая марка Молдовы, 2019 год
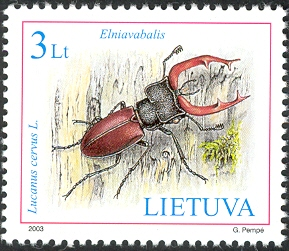
Почтовая марка Литвы, 2003 год
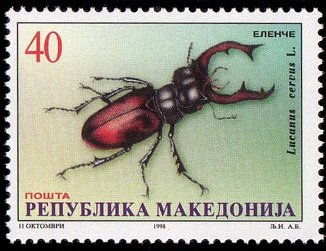
Почтовая марка Македонии

### Насекомое года
Жук-олень был выбран насекомым года в 2012 году в Австрии, Швейцарии и Германии.